# Baldanders
Baldanders ist eine überaus wechselhafte Fabelgestalt, welche die Eigenschaften eines Chamäleons und des Proteus zu besitzen scheint. 
Ursprünglich eine literarische Schöpfung Hans Sachs’ (1494–1576), wurde Baldanders in erster Linie durch den phantastischen Schelmenroman Simplicius Simplicissimus (1668) von Grimmelshausen bekannt. Darin stößt der Protagonist in einem Wald auf eine Steinfigur, die einen Gott aus einem alten germanischen Tempel darstellt. Als er die Figur mit dem Finger berührt, sagt sie, sie sei Baldanders („jedesmal ein anderer“) und nimmt nacheinander die Gestalt eines Menschen, einer Eiche, einer Sau, aparterweise auch einer Wurst, einer mit Klee bewachsenen Wiese, einer Blume, eines Wandteppichs und etlicher anderer Dinge an. Am Ende wird Baldanders wieder zum Menschen, um Simplicius in verschiedenen Fertigkeiten – unter anderem auch darin, mit leblosen Dingen zu sprechen – zu unterrichten.
Auch Jorge Luis Borges führt in dem von ihm 1974 herausgegeben Bestiarium El libro de los seres imaginarios einen Baldanders auf.
Basierend auf Hans Sachs’ Schöpfung komponierte die Gruppe Ougenweide das Lied Bald anders, in der die Figur Baldanders die Hauptrolle spielt. Baldanders symbolisiert den stetigen Wandel, dem die Welt und somit die Menschen unterliegen. Weiterhin stellt das Lied die Veränderung des Einzelnen dar, die mit dieser Veränderung einhergeht. Als Kernaussage drückt das Lied die positiven Hoffnungen aus, die mit einem Wandel verbunden sind. Das Lied wurde 2011 von ASP gecovert.